# Kokanee (bière)
Pour les articles homonymes, voir Kokanee.
Vous pouvez aider à l'améliorer ou bien discuter des problèmes sur sa page de discussion.
- Il ne cite pas suffisamment ses sources. Vous pouvez indiquer les passages à sourcer avec {{référence nécessaire}} ou {{Référence souhaitée}}, et inclure les références utiles en les liant aux notes de bas de page. (Marqué depuis avril 2021)
- Il contient une ou plusieurs listes. Le texte gagnerait à être rédigé sous la forme d’un ou plusieurs paragraphes synthétiques, afin d’être plus agréable à lire. (Marqué depuis avril 2021)

- Archive Wikiwix
- Bing
- Cairn
- DuckDuckGo
- E. Universalis
- Gallica
- Google
- G. Books
- G. News
- G. Scholar
- Persée
- Qwant
- (zh) Baidu
- (ru) Yandex
- (wd) trouver des œuvres sur Wikidata

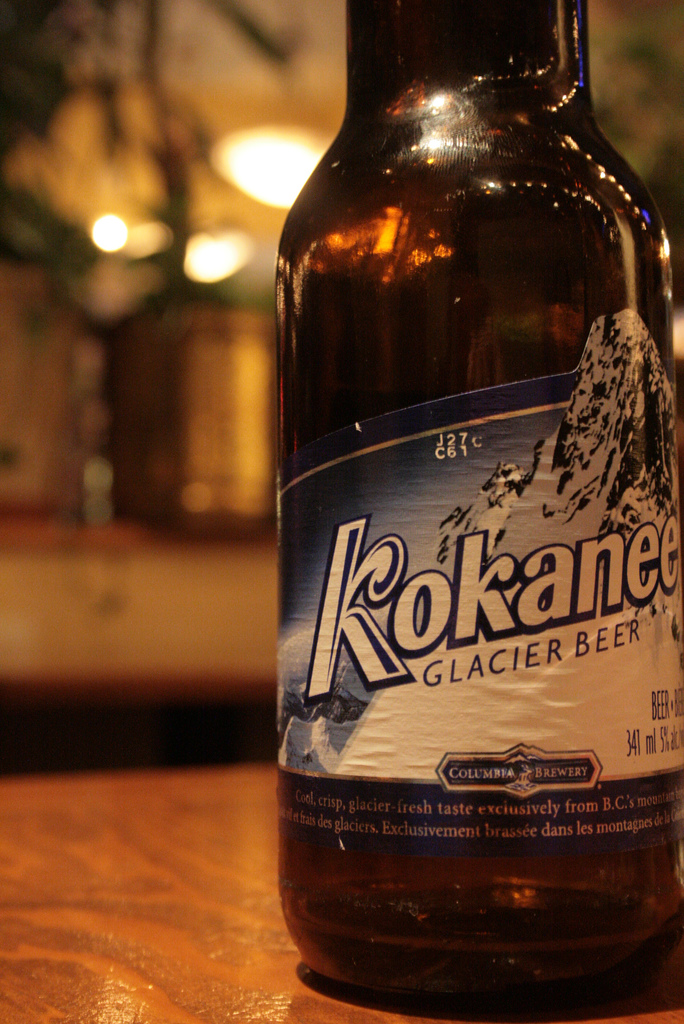
Bouteille de Kokanee

La Kokanee est une bière canadienne brassée depuis 1959 par la Columbia Brewery de Creston (Colombie-Britannique), une filière de InBev. 

## Bière
Cette bière légère (5,0 % d'alcool) est une pilsner (un type de lager) faite normalement à partir des eaux s'écoulant des Rocheuses canadiennes, ce qui explique le slogan "bière des glaciers" de la compagnie (sur le contenant, sous le nom Kokanee, il est écrit Glacier beer).
La bière tire son nom du Kokanee Glacier (au sein du parc provincial du Kokanee Glacier) situé dans le District régional de Central Kootenay, où se situe également Creston.

## Marketing
Cette marque de bière se distingue notamment par la campagne publicitaire humoristique canadienne anglaise l'entourant. On y présentait, à l'origine, un sasquatch bleu adepte de la Kokanee. 